# El viejo y el mar (película de 1990)
El viejo y el mar es una película para televisión dirigida por Jud Taylor.

## Sinopsis
El viejo lobo de mar Santiago (Anthony Quinn), tras 84 días de mala suerte sin pescar, se hace a la mar con el objetivo de atrapar un gigantesco pez espada. En la costa lo esperan su joven aprediz, su hija, y una pareja de norteamericanos que se hallan de paso en la isla y que han sentido curiosidad por el pescador. Tras mucho esfuerzo, consigue capturar al pez que buscaba, pero la corriente lo ha arrastrado hacia alta mar. Con la esperanza de que el viento lo lleve hacia la costa, hambriento y cansado, advierte que un grupo de tiburones se dirige hacia la barca, y decide luchar contra ellos, estableciendo una especie de extraño vínculo con el pez que ha cazado.

## Comentarios
Película basada en la novela homónima de Ernest Hemingway. En la película aparece Anthony Quinn con 2 de sus hijos Francesco y Valentina. En el caso de Francesco interpreta el papel de Santiago (Anthony Quinn) de joven.
- Datos: Q7754883